# Corner de 1993 de Metalgesellschaft sur les produits pétroliers
Le corner de 1993 de Metalgesellschaft sur les produits pétroliers a été causé par les interventions massives de ce conglomérat allemand des produits de base, qui acquit l'équivalent de près du tiers de la production annuelle du Koweït en contrats à terme sur des échéances très rapprochées, afin de couvrir ses engagements à livrer des produits pétroliers à moyen terme à un grand nombre de clients. Au cours de l'hiver 1993-1994, la filiale américaine du groupe allemand a été victime de la chute des cours du pétrole, entraînant pour elle une perte de près d'un milliard de deutschemarks.

## Histoire
Au début des années 90, la firme allemande Metallgesellschaft veut devenir, à travers sa filiale américaine MG Refining and Marketing Inc (MGRM), l'un des acteurs majeurs du raffinage et de la distribution de produits pétroliers sur le marché américain. Dès 1991, MGRM propose aux grossistes indépendants et stations-service des contrats de vente à long terme de gazole, de fioul domestique et d'essence, qui sont assez innovants car ils permettent de s'approvisionner à prix fixe sur une durée de 5 à 10 ans. Le succès est énorme: d'octobre 1992 à décembre 1993, les engagements de livraisons physiques de MGRM sont multipliés par dix, atteignant plus de 200 millions de barils en décembre 1993 : 98 millions de barils vendus sous forme de contrats firm-fix, 58 millions sous forme de contrats firm-flexible et 54 millions sous forme de contrats guaranteed margin, soit un total de 210 millions de barils.
Pour couvrir  un risque de hausse des prix des produits pétroliers, pouvant se manifester à chaque livraison physique, le négociant allemand devait tenir compte du fait que ces engagements avaient un caractère optionnel, ce qui rendait encore plus délicate l'élaboration d'une stratégie de couverture. Son choix de concentrer la totalité de la couverture sur la première échéance du marché à terme semble alors très simpliste voire inadapté, d'autant que MGRM a choisi un ratio de couverture de 100 %, c'est-à-dire un volume de contrats papier identique à celui des contrats physiques, et qu'elle exige le renouvellement des positions à terme à chaque fois que le contrat le plus proche parvient à maturité, comme si un gros camion devait changer de roues tous les  mois.
Au cours de l'année 1993, la position ouverte sur le marché à terme passe de 350000 contrats en janvier 1993 à un pic de 430000 contrats en août, des niveaux qui ne seront plus atteints ensuite avant trois ans. Sur le marché du fioul, la position ouverte est aussi très élevée, avec un niveau de 140 000 contrats. Parallèlement, le cours des produits pétroliers baisse et le montant des appels de marge nécessaires au maintien de la position de couverture gonfle sans cesse. Les dirigeants de MG, confrontés à une hémorragie de 1,2 milliard de dollars, décident d'annuler précipitamment les engagements pris sur le marché physique. Sur l'année, marquée par une récession en Europe, le prix du pétrole brut a perdu plus de 30 % de sa valeur, celui de l'essence, près de 40 %.
Le marché du pétrole se trouve alors dans une position de backwardation, où le cours à moyen terme est plus bas qu'à court terme, en raison au sein de l'OPEP, qui risquent de se traduire par un marché inondé de pétrole en raison du mauvais respect des quotas de production. Cette au sein de l'OPEP décourage les acheteurs et rend plus facile le contrôle de l'offre par quelques opérateurs bien informés. La plus importante période de backwardation précédente était la première moitié de l'année 1990, quand les relations se sont dégradées au sein de l'OPEP, avec une course aux parts de marché menée par le Koweit, et qui s'est traduit par un écart de deux dollars en faveur des échéances de court terme, le marché spéculant sur une baisse des cours à moyen terme.
Le 6 décembre 1993, le montant des appels de marge payés par MGRM est divulgué par le Frankfurter Allgemeine Zeitung. Ensuite, seuls des actionnaires de Metallgesellschaft, Deutsche Bank et Dresdner Bank acceptent de lui apporter un soutien financier : le 9, elles accordent au groupe une ligne de crédit à court terme de USD 500 millions, portée à 900 millions à la fin du mois car le NYMEX (marché à terme new-yorkais) menace d'exclure MGRM, faute d'avoir payé ses appels de marge. 
Le 10 décembre, le NYMEX double le montant des appels de marge et signifie à MGRM que, faute d'une réaction rapide de sa part, il n'aura plus le droit de prendre de nouvelles positions. Un comité des risques comptant plusieurs experts en négoce pétrolier est créé par le NYMEX. À son instigation, entre le 17 décembre 1993 et la fin du mois de février 1994, la position physique de la filiale américaine Metallgesellschaft passe de 210 à 109 millions de barils.
En février 94, la débâcle est interprétée comme la conséquence d'une spéculation de grande envergure, menée par une équipe de traders devenus trop indépendants, dans un débat au cours duquel la définition des concepts de spéculation et couverture ne fait pas l'unanimité. Les experts jugent en effet que le ratio de couverture choisi, soit 100 %, était bien supérieur à ce qu'il aurait dû être, d'autant que ses concepteurs étaient des professionnels des marchés à terme. 
Différents points relevés ensuite par les experts indépendants et les universitaires permettent de conclure que la stratégie élaborée par MGRM était de nature spéculative. D'abord le fait que, les prix des produits pétroliers étant saisonniers, MGRM a cherché à maximiser ses gains en se positionnant alternativement sur les marchés de l'essence et du fioul lorsque le cours de l'échéance proche était plus élevé que celui des suivantes, prenant de fait un risque supplémentaire, que le prix du produit couvert et le prix du contrat à terme n'évoluent pas en parallèle. 
De plus, alors que Charles Allis, patron de MGRM, avait lui-même souligné depuis juillet 1993 la nécessité de réviser radicalement la stratégie de couverture, au cours du dernier trimestre de l'année 1993, après  des paiements importants au NYMEX, les experts de MGRM ont augmenté sa position sur le marché physique en commercialisant des contrats firm-flexible, plus risqués que les autres contrats.